# قياس التداخل البصري الفلكي
في علم الفلك البصري، يتم استخدام قياس التداخل لدمج الإشارات من تلسكوبين أو أكثر للحصول على قياسات ذات دقة أعلى مما يمكن الحصول عليه باستخدام أي من التلسكوبين على حدة. هذه التقنية هي الأساس لمصفوفات مقياس التداخل الفلكي، والتي يمكنها إجراء قياسات للأجسام الفلكية الصغيرة جدًا إذا كانت التلسكوبات منتشرة على مساحة واسعة.
إذا تم استخدام عدد كبير من التلسكوبات، فيمكن إنتاج صورة ذات دقة مماثلة لتلسكوب واحد بقطر الانتشار المشترك للتلسكوبات. وتشمل هذه مصفوفات التلسكوب الراديوي مثل مصفوفة VLA ،VLBI ،SMA ،LOFAR وSKA، ومؤخراً مصفوفات مقياس التداخل البصري الفلكي (قیاس التداخل) مثل COAST وNPOI وIOTA، مما أدى إلى أعلى دقة للصور البصرية التي تم تحقيقها في علم الفلك.
من المتوقع أن ينتج مقياس التداخل VLT صوره الأولى باستخدام تركيب الفتحة قريبًا، متبوعًا بمقاييس تداخل أخرى مثل مصفوفة تشارا ومقياس تداخل مرصد ماغدالينا ريدج، والذي قد يتكون من ما يصل إلى 10 تلسكوبات بصرية. إذا تم بناء تلسكوبات مداد في مقياس تداخل مرصد كيك، فستصبح أيضًا قادرة على التصوير بقياس التداخل.

## أنواع التداخل
تأتي مقاييس التداخل الفلكية في نوعين: الكشف المباشر والتفاعل غير المتجانس. تختلف فقط في الطريقة التي يتم بها إرسال الإشارة. يمكن استخدام تركيب الفتحة لمحاكاة فتحة تلسكوب كبيرة من أي نوع من مقاييس التداخل. في المستقبل القريب، من المتوقع أن تطلق المصفوفات الأخرى أول صورها لقياس التداخل، بما في ذلك ISI وVLT ومجموعة تشارا ومقاييس التداخل MRO مرصد ماغدالينا ريدج.
في بداية القرن الحادي والعشرين، بدأ تشغيل صفيفات التلسكوب الكبير VLTI وKeck Interferometer، وتم إجراء أول قياسات التداخل لعدد قليل من الأهداف خارج المجرة.
| | |
| مقياس تداخل بصري بسيط ثنائي العنصر. يتم الجمع بين الضوء المنبعث من تلسكوبين صغيرين تعمل العدسات بإستخدام مقسمات الشعاع في الكاشفات 1 و 2 و 3 و 4. تخلق العناصر تأخيرًا بمقدار 1/4 موجة في الضوء، مما يسمح بسعة رؤية التداخل المراد قياسه، وبالتالي إعطاء معلومات حول شكل مصدر الضوء. | تلسكوب كبير واحد فوقه قناع فتحة اخفاء التداخل، يسمح للضوء فقط من خلال فتحتين صغيرتين. المسارات الضوئية للكاشفات 1 و 2 و 3 و 4 هي نفسها كما في الشكل الأيمن، لذا فإن هذا الإعداد سيعطي نتائج متطابقة. من خلال تحريك الثقوب الموجودة في قناع الفتحة وأخذ قياسات متكررة، يمكن إنشاء الصور بإستخدام تركيب الفتحة، والتي سيكون لها نفس الجودة التي كان سيقدمها التلسكوب الأيمن بدون قناع الفتحة. بطريقة مماثلة يمكن تحقيق نفس جودة الصورة عن طريق تحريك التلسكوبات الصغيرة في الشكل الأيمن، وهذا هو أساس تركيب الفتحة، بإستخدام تلسكوبات صغيرة منفصلة على نطاق واسع لمحاكاة تلسكوب عملاق. |

## قياس التداخل بالكشف المباشر الفلكي
تم بناء أحد مقاييس التداخل الفلكية الأولى على التلسكوب العاكس لمرصد جبل ويلسون من أجل قياس أقطار النجوم. إمتدت هذه الطريقة إلى القياسات باستخدام تلسكوبات منفصلة بواسطة جونسون، وبتز وتونز عام 1974 في الأشعة تحت الحمراء، وليبري عام 1975 في المرئي.
كان النجم العملاق الأحمر منكب الجوزاء من أوائل من تم تحديد قطره بهذه الطريقة. في أواخر سبعينيات القرن الماضي، سمحت التحسينات في معالجة الكمبيوتر بأول مقياس تداخل "تتبع هامشي"، والذي يعمل بسرعة كافية لمتابعة التأثيرات الضبابية للرؤية الفلكية، مما يؤدي إلى سلسلة Mk I وII وIII من مقاييس التداخل. تم تطبيق تقنيات مماثلة الآن في مصفوفات التلسكوبات الفلكية الأخرى، مثل مقياس التداخل مرصد كيك ومقياس التداخل اختبار بالومار.